# Anna Wang
Anna Wang, född 1886 i Majiazhuang, Hebei, död 22 juli 1900 i Majiazhuang, Hebei, var en kinesisk jungfru som led martyrdöden för sin katolska tro. Hon vördas som helgon inom Romersk-katolska kyrkan och tillhör Kinas martyrer.

## Biografi
Anna Wang föddes i en fattig bondefamilj; modern dog när Anna var fem år gammal. När Anna var elva år gammal försökte hennes familj att gifta bort henne, men hon vägrade. Den 21 juli 1900 intogs byn av en beväpnad grupp ur boxarrörelsen. De brände ner kyrkan, samlade ihop samtliga kristna och beordrade dem att av avsvära sig sin katolska tro. Anna vägrade och blev dagen därpå halshuggen. 
År 1955 saligförklarades Anna Wang av påve Pius XII; år 2000 blev hon helgonförklarad av påve Johannes Paulus II.